# Lactuca singularis
Lactuca singularis là một loài thực vật có hoa trong họ Cúc. Loài này được Wilmott mô tả khoa học đầu tiên năm 1930.